# Ленинградка (волейбольный клуб)
«Ленингра́дка» (1935—1978 — «Спартак», 1978—2003 — ТТУ) — российская женская волейбольная команда из Санкт-Петербурга. Входит в структуру спортивного клуба «Капитан».

## Достижения

### Международные соревнования
- серебряный призёр Кубка обладателей кубков ЕКВ 1981;
- бронзовый призёр Кубка вызова ЕКВ 2009.

### СССР
- 4-кратный серебряный призёр чемпионатов СССР — 1948, 1950, 1961, 1980.
  - 8-кратный бронзовый призёр чемпионатов СССР — 1945, 1946, 1949, 1951, 1952, 1954, 1955, 1957.
- двукратный обладатель Кубка СССР — 1976, 1977.
  - 4-кратный серебряный призёр Кубка СССР — 1950, 1952, 1953, 1988.
  - бронзовый призёр Кубка СССР 1951.

### Россия
- бронзовый призёр чемпионата России 2024.
- 3-кратный серебряный призёр розыгрышей Кубка России — 1993, 2023, 2024;
  - бронзовый призёр Кубка России 2004.
- серебряный призёр Кубка Победы 2015.

## История

### 1935—1972
Женская волейбольная команда «Спартак» (Ленинград) была образована в 1935 году. С 1939 принимала участие в чемпионатах СССР.
Со 2-й половины 1940-х до начала 1960-х годов ленинградский «Спартак» являлся одной из сильнейших женских волейбольных команд страны. За это время «спартаковки» 12 раз становились призёрами всесоюзного первенства. Возглавляли команду А.Барышников, Б.Арефьев, Д.Шилло, А.Эйнгорн, Т.Барышникова.
С 1962 года результаты команды пошли на спад. Команда опустилась в нижнюю часть турнирной таблицы, а в 1969 году, заняв 9-е место в чемпионате СССР, покинула первую группу. В это время (1960-е — начало 1970-х) на ведущие роли в советском женском волейболе выдвинулась другая команда из Ленинграда — «Буревестник».

### 1973—1991
В 1973 году ленинградский «Спартак» вернулся в высшую лигу чемпионата СССР (так с 1972 стал называться ведущий женский волейбольный дивизион), но на ведущие роли в нём команда вышла только после смены названия, произошедшей в 1978 году. В своём первом сезоне 1978/1979 под именем ТТУ (трамвайно-троллейбусное управление) команда заняла 4-е место, а через год (в 1980-м) под руководством старшего тренера А.Федотова стала серебряным призёром всесоюзного чемпионата. В 1981 году ТТУ в розыгрыше Кубка обладателей кубков ЕКВ выиграла серебряные награды. На результатах команды безусловно сказался тот факт, что с 1978 года «Спартак», а затем ТТУ стали единолично представлять ленинградский волейбол на всесоюзной арене, сконцентрировав тем самым лучшие женские волейбольные силы Северной столицы в одной команде.
Несмотря на наметившиеся положительные сдвиги в развитии женского волейбола в Ленинграде, ТТУ стала с каждым годом опускаться в турнирной таблице всё ниже и ниже. В 1988 году команда покинула высшую лигу, хотя расставание с элитным дивизионом продлилось лишь один сезон.

### 1992—2008
В сезоне 1992/1993 команда ТТУ дебютировала в чемпионате России, где заняла 5-е место. Пребывание в высшей лиге продлилось для ТТУ лишь три сезона, после чего санкт-петербургский волейбол надолго лишился представительства в элитном женском волейбольном дивизионе. Лишь в сезоне 1999/2000 ТТУ вернулась в суперлигу (так с 1996 стал называться ведущий женский российский волейбольный дивизион), где под руководством  Евгения Сивкова стала 6-й. Но на этом чехарда в женском волейбольном хозяйстве Санкт-Петербурга не закончилась и команда, сражаясь за выживание в трёх последующих чемпионатах, всё же вновь рассталась с суперлигой.
В 2003 году команда ТТУ перешла под патронаж спортивного клуба «Капитан» (президент А. Л. Кашин) и сменила название, став «Ленинградкой». В последующем сезоне команда выиграла чемпионат в высшей лиге «А» и вернула себе прописку в суперлиге, но опять ненадолго — лишь на сезон. «Ленинградка» была вынуждена опять повторить путь в элиту (1-е место в высшей лиге «А» в 2006-м). В двух последующих чемпионатах в суперлиге команда заняла 7-е (2007 г.) и 5-е (2008 г.) места.

### С 2008
В 2008 году волейболистки из Санкт-Петербурга повторили своё высшее достижение в чемпионатах России, заняв 5-е место, а в следующем году стали бронзовыми призёрами Кубка вызова ЕКВ. После этого результаты команды пошли на спад и в 2011 году «Ленинградка» выбыла в высшую лигу «А», заняв в чемпионате России лишь 11-е место.
В суперлигу команда из Санкт-Петербурга смогла вернуться лишь спустя три сезона. С 2014 года «Ленинградка» неизменно выступает в ведущем дивизионе, но подняться выше 6-го места за последующие 9 лет ей не удавалось.
Сезон 2023/24 принёс «Ленинградке» первые медали (бронзовые) за всё время выступлений в чемпионатах России. Завершив регулярное первенство на 3-м месте, в четвертьфинале плей-офф санкт-петербургская команда в двух матчах обыграла челябинский «Динамо-Метар», в полуфинале уступила 1-3 казанскому «Динамо-Ак Барсу», а в серии за бронзовые награды оказалась сильнее московского «Динамо» 3-2.

## Результаты

### Чемпионаты СССР
| Сезон     | Название команды | Лига                                    | Место |
| --------- | ---------------- | --------------------------------------- | ----- |
| 1939      | «Спартак»        |                                         |       |
| 1940      | «Спартак»        | 2-я группа                              | 2     |
| 1945      | «Спартак»        |                                         | 3     |
| 1946      | «Спартак»        |                                         | 3     |
| 1947      | «Спартак»        |                                         | 5     |
| 1948      | «Спартак»        |                                         | 2     |
| 1949      | «Спартак»        |                                         | 3     |
| 1950      | «Спартак»        |                                         | 2     |
| 1951      | «Спартак»        |                                         | 3     |
| 1952      | «Спартак»        |                                         | 3     |
| 1953      | «Спартак»        |                                         | 6     |
| 1954      | «Спартак»        | Класс «А»                               | 3     |
| 1955      | «Спартак»        | Класс «А»                               | 3     |
| 1957      | «Спартак»        | Класс «А»                               | 3     |
| 1958      | «Спартак»        | Класс «А»                               | 6     |
| 1960      | «Спартак»        | Класс «А»                               | 5     |
| 1961      | «Спартак»        | Класс «А»                               | 2     |
| 1961/1962 | «Спартак»        | Класс «А»                               | 9     |
| 1965      | «Спартак»        | Класс «А»                               | 8     |
| 1966      | «Спартак»        | Класс «А», 1-я группа                   | 7     |
| 1968      | «Спартак»        | Класс «А», 1-я группа                   | 10    |
| 1969      | «Спартак»        | Класс «А», 1-я группа Переходный турнир | 7 1   |
| 1970      | «Спартак»        | Класс «А», 2-я группа                   | 5     |
| 1971      | «Спартак»        | Класс «А», 2-я группа                   | 2     |
| 1972      | «Спартак»        | Класс «А», 2-я группа                   | 1     |
| 1973      | «Спартак»        | Класс «А», высшая лига                  | 7     |
| 1974      | «Спартак»        | Высшая лига                             | 8     |
| 1975      | «Спартак»        | Высшая лига Переходный турнир           | 9 4   |
| 1977      | «Спартак»        | Высшая лига                             | 6     |
| 1977/78   | «Спартак»        | Высшая лига                             | 7     |
| 1978/79   | ТТУ              | Высшая лига                             | 4     |
| 1979/80   | ТТУ              | Высшая лига                             | 2     |
| 1980/81   | ТТУ              | Высшая лига                             | 5     |
| 1981/82   | ТТУ              | Высшая лига                             | 6     |
| 1982/83   | ТТУ              | Высшая лига                             | 8     |
| 1983/84   | ТТУ              | Высшая лига                             | 9     |
| 1984/85   | ТТУ              | Высшая лига                             | 7     |
| 1985/86   | ТТУ              | Высшая лига                             | 6     |
| 1986/87   | ТТУ              | Высшая лига                             | 7     |
| 1987/88   | ТТУ              | Высшая лига                             | 11    |
| 1988/89   | ТТУ              | Первая лига                             | 1     |
| 1989/90   | ТТУ              | Высшая лига                             | 7     |
| 1990/91   | ТТУ              | Высшая лига                             | 12    |

### Чемпионаты России
| Сезон     | Название команды | Лига            | Место |
| --------- | ---------------- | --------------- | ----- |
| 1991/92   | ТТУ              | Первая лига     | 3     |
| 1992/93   | ТТУ              | Высшая лига «А» | 5     |
| 1993/94   | ТТУ              | Высшая лига «А» | 7     |
| 1994/95   | ТТУ              | Высшая лига «Б» | 8     |
| 1995/96   | ТТУ              | Высшая лига «А» | 6     |
| 1996/97   | ТТУ              | Высшая лига     | 6     |
| 1997/98   | ТТУ              | Высшая лига     | 11    |
| 1998/99   | ТТУ              | Высшая лига     | 2     |
| 1999/2000 | ТТУ              | Суперлига       | 6     |
| 2000/01   | ТТУ              | Суперлига       | 10    |
| 2001/02   | ТТУ              | Суперлига       | 10    |
| 2002/03   | ТТУ              | Суперлига       | 13    |
| 2003/04   | «Ленинградка»    | Высшая лига «А» | 1     |
| 2004/05   | «Ленинградка»    | Суперлига       | 11    |
| 2005/06   | «Ленинградка»    | Высшая лига «А» | 1     |
| 2006/07   | «Ленинградка»    | Суперлига       | 7     |
| 2007/08   | «Ленинградка»    | Суперлига       | 5     |
| 2008/09   | «Ленинградка»    | Суперлига       | 8     |
| 2009/10   | «Ленинградка»    | Суперлига       | 10    |
| 2010/11   | «Ленинградка»    | Суперлига       | 11    |
| 2011/12   | «Ленинградка»    | Высшая лига «А» | 4     |
| 2012/13   | «Ленинградка»    | Высшая лига «А» | 7     |
| 2013/14   | «Ленинградка»    | Высшая лига «А» | 2     |
| 2014/15   | «Ленинградка»    | Суперлига       | 9     |
| 2015/16   | «Ленинградка»    | Суперлига       | 8     |
| 2016/17   | «Ленинградка»    | Суперлига       | 9     |
| 2017/18   | «Ленинградка»    | Суперлига       | 8     |
| 2018/19   | «Ленинградка»    | Суперлига       | 8     |
| 2019/20   | «Ленинградка»    | Суперлига       | 8     |
| 2020/21   | «Ленинградка»    | Суперлига       | 8     |
| 2021/22   | «Ленинградка»    | Суперлига       | 7     |
| 2022/23   | «Ленинградка»    | Суперлига       | 6     |
| 2023/24   | «Ленинградка»    | Суперлига       | 3     |
| 2024/25   | «Ленинградка»    | Суперлига       | 4     |

## Волейболистки клуба в сборных СССР и России
В составе сборной СССР в 1950-е — 1970-е годы выступало немало волейболисток, представлявших команду «Спартак» (Ленинград):
- Таисия Барышникова (чемпионка Европы 1949)
- Анна Афанасьева (чемпионка Европы 1949)
- Валентина Квашенинникова (чемпионка Европы 1949—1951)
- Мария Топоркова (чемпионка мира 1952, чемпионка Европы 1950, 1951)
- Алиса Галахова-Крашенинникова (чемпионка мира 1956, 1960, чемпионка Европы 1958, 1963)
- Кира Горбачёва (чемпионка мира 1956)
- Галина Ельницкая-Леонтьева (олимпийская чемпионка 1968, 1972, чемпионка мира 1970, чемпионка Европы 1967, 1971)
- Людмила Борозна (олимпийская чемпионка 1972, серебряный призёр чемпионата мира 1974, обладатель Кубка мира 1973)

В 2004 году волейболистка «Ленинградки» Ольга Николаева в составе сборной России стала серебряным призёром Олимпийских игр. В 2005—2008 игроком сборной России является бывшая (до 2009) волейболистка команды Наталья Алимова (бронзовый призёр чемпионата Европы 2005 и 2007, участница Олимпийских игр 2008).

## Структура клуба
Волейбольная команда «Ленинградка» входит в структуру спортивного клуба «Капитан», образованного в 2003 году.
Президент клуба — Александр Кашин (он же главный тренер клуба), директор клуба — Светлана Сергеева, начальник команды — Юрий Воронин.

## Арена
С 2021 домашней ареной «Ленинградки» стал спортивный комплекс Санкт-Петербургского государственного морского технического университета (СПбГМТУ). Комплекс открыт в 2020 году. Адрес в Санкт-Петербурге: Ленинский проспект, 101, строение 2. 
До 2021 домашние матчи «Ленинградка» проводила в спортивном зале Академии волейбола Вячеслава Платонова (вместимость 1500 зрителей). Тренировочной базой является спорткомплекс базы отдыха «Озеро Зеркальное», расположенный в посёлке Зеркальном Выборгского района Ленинградской области, и спорткомплекс «Динамо».

## Сезон 2024—2025

### Переходы
- Пришли: А.Светник («Заречье-Одинцово»), А.Асташина («Динамо-Ак Барс»).
- Ушли: И.Королёва, А.Матиенко, Ю.Прокофьева.
- Дозаявлены: Е.Мишагина («Тулица»), Е.Дороничева («Спарта»).
- Отзаявлены: Ю.Максимова, А.Асташина.

### Состав
| №  | Имя, фамилия             | Год рождения | Рост | Амплуа      | Гражданство |
| -- | ------------------------ | ------------ | ---- | ----------- | ----------- |
| 1  | Евгения Сикачёва         | 1994         | 184  | центральная | Россия      |
| 2  | Валерия Харлова          | 2000         | 190  | нападающая  | Россия      |
| 3  | Анастасия Светник        | 2002         | 193  | центральная | Беларусь    |
| 4  | Валерия Романова         | 2003         | 192  | нападающая  | Россия      |
| 5  | Анастасия Чернова        | 2002         | 185  | нападающая  | Россия      |
| 6  | Анастасия Гарелик        | 1991         | 185  | нападающая  | Беларусь    |
| 7  | Есения Мишагина          | 2001         | 180  | связующая   | Россия      |
| 8  | Анна Мельникова          | 1995         | 192  | центральная | Россия      |
| 9  | Юлия Цибулько (Кутюкова) | 1989         | 183  | нападающая  | Россия      |
| 13 | Екатерина Дороничева     | 2003         | 175  | либеро      | Россия      |
| 16 | Анастасия Пирайнен       | 1997         | 178  | либеро      | Россия      |
| 19 | Дарья Малыгина           | 1994         | 198  | центральная | Россия      |
| 23 | Анна Озерова (Шевченко)  | 1998         | 180  | связующая   | Россия      |
| 26 | Валерия Перова           | 2002         | 176  | либеро      | Россия      |

- Главный тренер — Александр Кашин.
- Старший тренер — Дмитрий Дьяков.
- Тренер-статистик — Виктор Костров.